# تشارلز كينغ
 تشارلز دنبار بورغيس كينغ  (بالإنجليزية: Charles D. B. King) (12 مارس 1875 - 4 سبتمبر 1961) سياسي ليبيري، وعضو الحزب اليميني الحقيقي، الذي حكم البلاد من عام 1878 حتى عام 1980، وقد شغل منصب رئيس ليبيريا الـ 17 من عام 1920 حتى عام 1930.
شغل كينغ منصب المدعي العام بين عامي 1904 و1912، ثم منصب وزير خارجية ليبيريا من عام 1912 حتى انتخابه رئيسًا في عام 1920. وقد شارك بصفته وزيرًا لخارجية ليبيريا في مؤتمر باريس للسلام 1919م وكونغرس عموم أفريقيا المصاحب له. وعلى الرغم من مساندته للإصلاح، إلا أنه واصل دعم لهيمنة الحزب اليميني الحقيقي.
اتهمه توماس فونكر بتزوير الانتخابات الرئاسية لعام 1927، فوفقًا للبيانات الرسمية فقد حظي كينغ بتأييد 234,000 صوت، وفي ذلك الوقت، لم يكن في ليبيريا سوى 15,000 ناخب مسجل فقط. أدرج فوز كينغ هذا في موسوعة غينيس للأرقام القياسية عام 1982، بوصفها أكبر انتخابات مزورة أعلن عنها في التاريخ.
بعد خسارته في الانتخابات، اتهم فولكنر العديد من أعضاء حكومة الحزب اليميني الحقيقي بتشغيل العمال قسرًا، وبيعهم كعبيد. وقد أثبت تقرير لعصبة الأمم من قبل لجنة برئاسة القاضي البريطاني كريستي كوثبرت العديد من مزاعم فوكنر، بتورط العديد من المسؤولين الحكوميين، ومنهم نائب الرئيس آلان يانسي، ونتيجة لذلك استقال يانسي وكينغ بسبب تلك الفضيحة في ديسمبر 1930.